# 동경한국학교
동경한국학교(東京韓國學校) 또는 도쿄한국학교(도쿄韓國學校 일본어: 東京韓国学校, 영어: Tokyo Korean School)는 1954년에 설립된 재일 한국학교로서 일본 도쿄도 신주쿠구에 위치하고 있다. 초·중·고등부로 이루어져 있으며, 초등부 720여 명, 중·고등부 500여 명으로 총 1100여 명의 학생이 재학 중이다. 늘어나는 학생 수를 충당하기 위하여 2010년 5월, 초등부 새 건물을 준공하였다.
설립 목적은 일본에 거주하는 대한민국 국민 자녀들의 한국어 습득을 도와주는 목적으로 설립하였으나, 최근 초등부 수업에는 대한민국 교육부에 준거한 교과과정 수업 55%과 별개로 영어 원어민과 함께 수업하는 과정(영어로 수업을 100%진행)이 45%추가, 별도로 일본어 수업 과정이 있다. 학교 교과 과정을 이수하면 한국어는 물론, 영어와 일본어 총 3개국어를 구사할 수 있는 장점이 있다. 현재는 현지 일본인들 자녀들한테도 인기가 많이 있다. 입학 조건은 따로 없으나, 정원이 넘을 경우 무작위 추첨을 통하여 입학을 하게 된다.

## 연혁
- 1954년 - 초·중등부 개교식. 초대 교장 김종재(金鍾在), 초대 이사장 김재화(金載華) 취임
- 1955년 - 도쿄도, 초·중등부 승인
- 1956년 - 고등부 설치
- 1961년 - 새 학교 건물 완공
- 1962년 - 한국 정부 정식 승인
- 1964년 - 개교 10주년 기념 문화제
- 1974년 - 개교 20주년 기념식
- 1984년 - 개교 30주년 기념식
- 1991년 - 지금의 새 학교 건물 완공
- 1993년 - 토요학교(우리 문화 교실) 개설
- 1994년 - 개교 40주년 기념 문화제
- 2003년 9월19일 = 일본 센터 시험 인정
- 2003년 9월29일 = 일본 학력 인정
- 2004년 - 개교 50주년 기념식
- 2010년 4월 - 오공태 이사장 취임.
- 2011 새로운 영어 라이브러리의 그랜드 오프닝.
- 2012년 - 초·중등부 제 57회 졸업식, 고등부 제 54회 졸업식
- 2012년 10월30일 - 제 19대 교장 추병국 취임
- 2015년 1월30일 - 개교 65주년 기념³

## 교육
- TKS Elementary English Program
- Tokyo Korean School English Library Program 도서관

### 부활동(클럽활동)

#### 팝 오케스트라
입학식, 졸업식 등 각종 교내 행사, 문화제, 음악회 활동. 교외 행사도 다수 참여

#### 무용부
쥬리아제, 교내 문화제, 음악회 등 교내·외 한일 교류 행사에 다수 참가.

#### 배구부
남녀 약 40명의 부원이 주 3회 방과 후 2시간가량 훈련.

#### 농구부
주 5~6회 방과후, 토요일 약 3시간가량 훈련.
신주쿠구 대회, 동경도 대회 출전.

#### 합창부
주 1회 방과후 1시간 연습. 신주쿠 합창제, 음악회, 어머니 합창단 특별 공연, 졸업식 등 각종 교외 행사 및 교내 행사 참여.

## 출신인물
- 주석 (래퍼)
- 권리세 (레이디스 코드)
- 김성재 듀스
- 김선아 (배우)
- 김효연 (에이브릿지)
- 지코 (블락비)
- 조치훈 (바둑기사)
- 이국수 (축구 선수)
- 모리모토 히초리 (야구 선수)
- 우태운 (남녀공학, 스피드)
- 김윤수 (밴드 "세르" 서윤우)
- 오상윤 (배우)
- 김중희 (배우)
- 페노메코 (Fanxy Child)
- 김신리 (축구 선수)

## 같이 보기
- 서울일본인학교
- 부산일본인학교

## 참고 문헌
(일본어)
- 田端 広英. "同じアジアの小学生は、どのように英語を学ぼうとしているのか 東京韓国学校での「英語活動」の取り組み (特集2 新世紀シリーズ企画/学校に何ができるか(3)小学校の「英語活動」--そのヒント)" 総合教育技術 56(7), 58-61, 2001-08. 小学館. See profile at CiNii.
- 朴 貞玉. "日本におけるニューカマー韓国人の子どもに対する教育戦略 : 東京韓国学校と日本の公立学校の違い (第43回日本言語文化学研究会)." 言語文化と日本語教育 (43), 86-89, 2012-07. お茶の水女子大学日本言語文化学研究会. See profile at CiNii.